# Murallas Merínidas
Las Murallas Meriníes , popularmente conocidas cómo "Murallas Merinidas", son un conjunto de murallas y torres del siglo XIV localizado en Ceuta.

## Descripción
Fueron construidas en el siglo XIV, y más concretamente sobre el 1318 durante la dominación de la dinastía Merínida de la región y fueron declaradas Bien de Interés Cultural en 1985.
Posteriormente fueron ocupadas solo de manera esporádica y se le llamaba  “Ceuta la Vieja”. Quedando ya únicamente en pie unos tramos de su muralla exterior.
En el siglo XIX se instalan en ella instalaciones militares y a mediados del XX se adosaron algunas viviendas modestas, continuando así con un progresivo deterioro.
En 1968 se realiza una restauración parcial a cargo de la Dirección General de Bellas Artes. Durante los años 80 del siglo XX se produce una nueva restauración por una escuela taller. En 1995 son declaradas como Bien de Interés Cultural y en 2008 se realiza una nueva restauración en le Puerta de Fez y en el frente occidental y otra más en 2011 de las torres 12 y 13 y el muro que las une.